# Costume d'Altenbourg

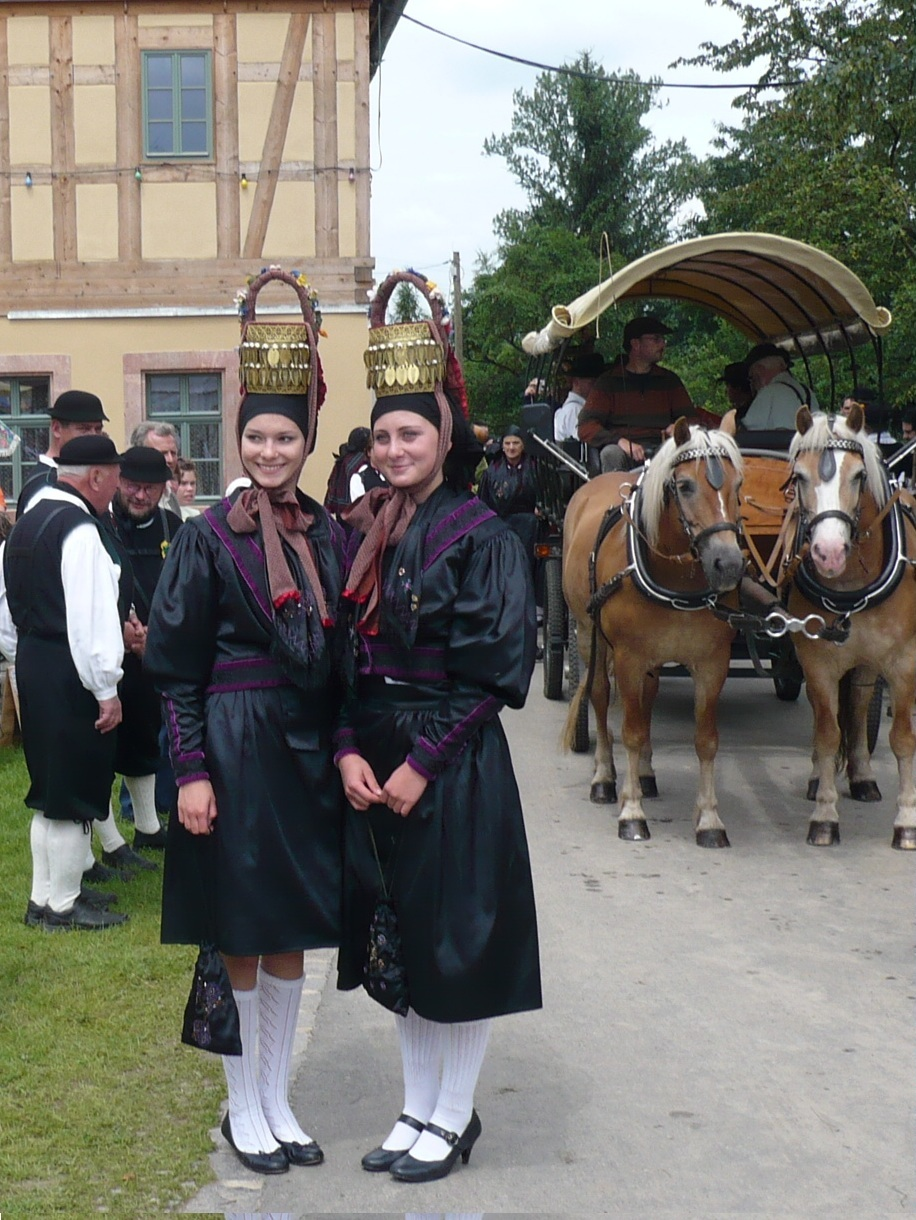
Deux jeunes filles en costume, au village de Garbisdorf, avec la coiffe typique.

Le costume d'Altenbourg (Altenburger Tracht) est le costume traditionnel paysan que l'on trouvait à l'est de l'ancien duché de Saxe-Altenbourg qui dépend aujourd'hui de l'arrondissement du Pays-d'Altenbourg avec en plus quelques villages autour de Ronneburg dans l'arrondissement de Greiz. Ce costume a été élu comme « costume de l'année 2011 » par l'association des costumes traditionnels d'Allemagne qui compte deux millions d'adhérents. La fête des costumes traditionnels d'Allemagne (Deutsche Trachtenfest) aura lieu à Altenbourg en juin 2012.

## Historique et description
Ce costume est souvent mentionné comme « costume de Malcher » et « costume de Marche » ce qui signifie costume de Melchior (Malcher dans le parler local) et costume de Marie (Marche), noms de baptême autrefois fort répandus ici chez les paysans.
L'origine de ce costume qui est resté presque inchangé depuis le XVIIe siècle remonte aux Wendes. Il est richement travaillé et s'inspire directement de la mode de cour en Espagne des XVIe et XVIIe siècles. Une dernière petite modification a lieu après la Guerre de Trente Ans, puis le costume change légèrement autour des années 1830 en devenant de couleur sombre. Les costumes de fête sont les plus connus, mais il existait aussi une variante pour les jours de semaine et le travail à la ferme ou aux champs.

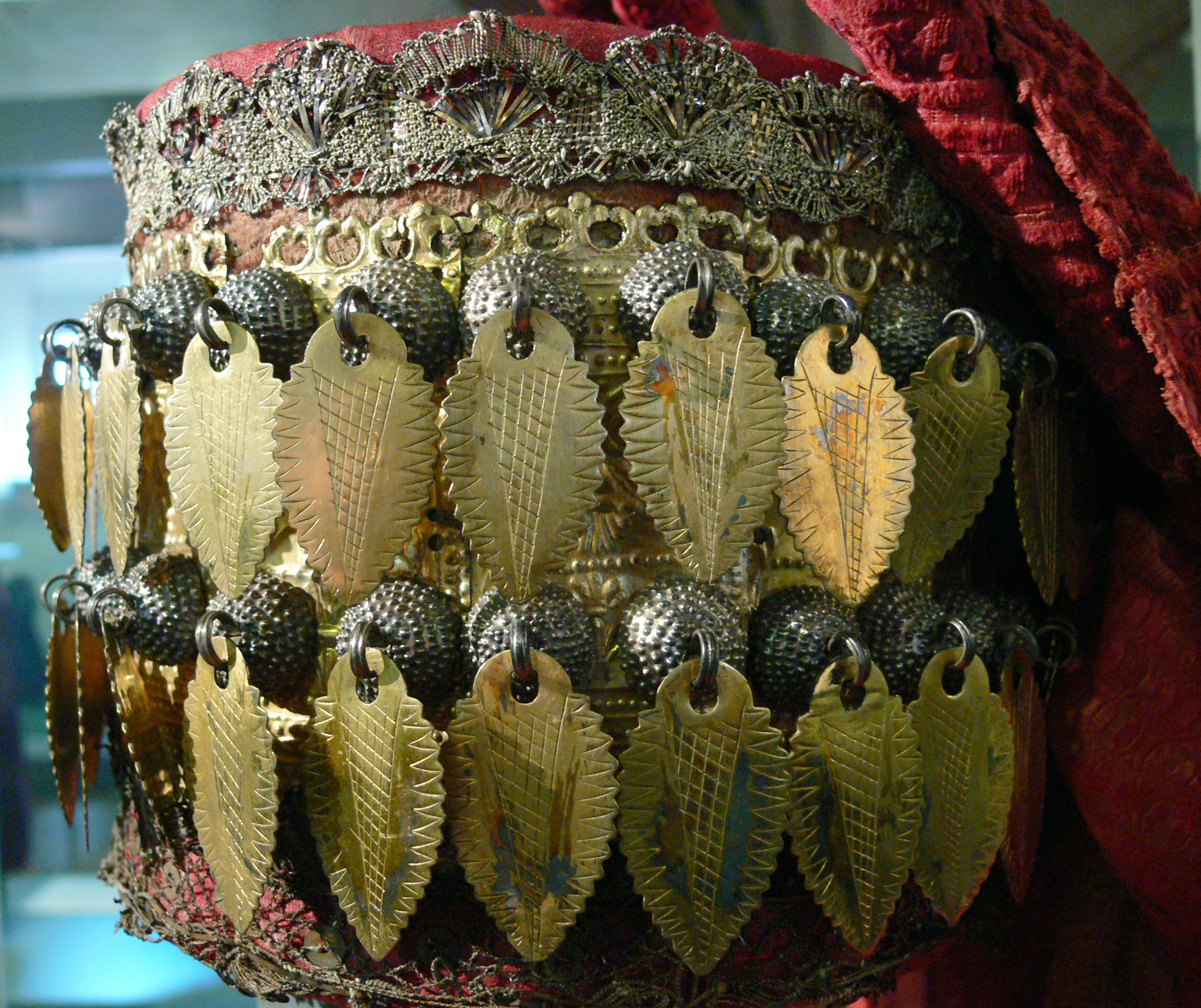
Hormt d'Altenbourg datant de 1624, conservé au musée des traditions populaires d'Erfurt.

Certaines parties sont uniques en leur genre dans l'espace germanique, comme le Hormt, haute coiffe féminine et élément le plus ancien. C'est une sorte de tiare en argent doré réservée aux jeunes filles dans les grandes occasions, sur laquelle pendent des pièces d'argent doré en deux rangs horizontaux, le troisième rang au sommet de la tiare n'ayant pas de pièces. Cette coiffure s'apparente aux tiares de type kokochnik. Elle est surplombée par une anse de rubans en forme d'arceau parfois décorée de fleurs et de verroteries ou bien de perles. La coiffe tient par un large et long ruban noué par un grand nœud sous le menton. La chevelure est relevée derrière en chignon caché sous la tiare, les cheveux étant cachés à l'arrière par une pièce d'étoffe montant jusqu'à l'anse. 
Le costume est de couleur sombre, noir, bleu foncé, etc. avec des rubans violets ou noirs. La jupe est plutôt courte et ne descend pas jusqu'aux chevilles. Elle est ceinte d'un ruban de même couleur que les autres à la taille. D'autres grands rubans de soie se croisent sur le corsage. La blouse foncée possède des manches gigot. Les rubans portés les jours de fête sont richement brodés et galonnés. Les motifs changent selon la position familiale.
Les hommes sont vêtus d'une culotte de peau noire, plutôt large, avec des bas blancs et un long manteau noir ou vert foncé de flanelle. Le gilet est noir et porté sur une blouse blanche de lin. Le tout petit chapeau rond de feutre noir est typique de la région. Le bord arrière est parfois relevé.

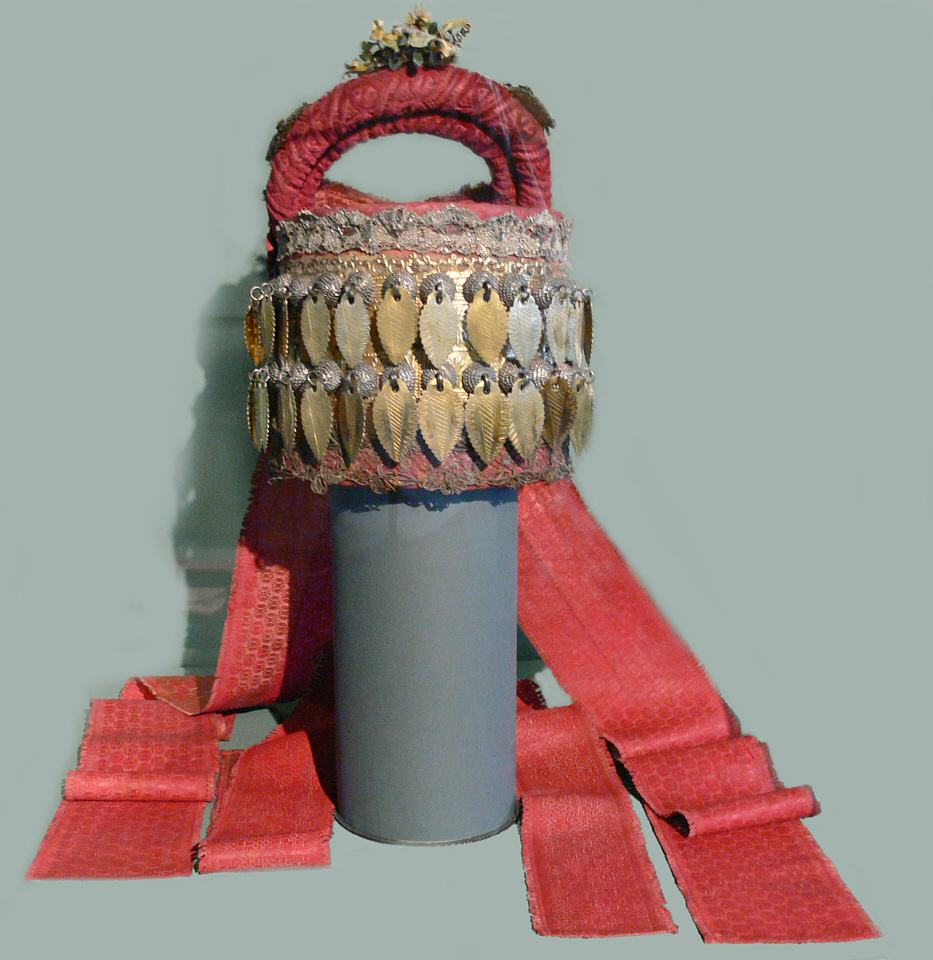
Photographie du Hormt du musée d'Erfurt.